# Indywidualne Mistrzostwa Europy Juniorów na Żużlu 2014
Indywidualne Mistrzostwa Europy Juniorów na Żużlu 2014 – cykl zawodów żużlowych, mających wyłonić najlepszych zawodników indywidualnych mistrzostw Europy juniorów w sezonie 2014. Tytuł zdobył Czech Václav Milík.

## Finał
- Rybnik, 27 września 2014
- Sędzia:  Pavel Váňa

| Msc. | Zawodnik               | Kraj    | Pkt   |             |  |
| ---- | ---------------------- | ------- | ----- | ----------- |  |
| 1    | Václav Milík           | Czechy  | 15    | (3,3,3,3,3) |  |
| 2    | Kacper Woryna          | Polska  | 14    | (3,3,2,3,3) |  |
| 3    | Andžejs Ļebedevs       | Łotwa   | 11 +3 | (d,3,3,3,2) |  |
| 4    | Jonas Brøndum Andersen | Dania   | 11 +2 | (2,2,3,1,3) |  |
| 5    | Nikolaj Busk Jakobsen  | Dania   | 10    | (1,3,2,2,2) |  |
| 6    | Adrian Cyfer           | Polska  | 9     | (2,2,3,2,0) |  |
| 7    | David Bellego          | Francja | 9     | (3,2,2,1,1) |  |
| 8    | Kasper Lykke Nielsen   | Dania   | 9     | (2,1,2,2,2) |  |
| 9    | Eduard Krčmář          | Czechy  | 8     | (2,1,1,3,1) |  |
| 10   | Zdeněk Holub           | Czechy  | 7     | (1,2,u,2,2) |  |
| 11   | Hubert Łęgowik         | Polska  | 6     | (3,1,1,1,d) |  |
| 12   | Paweł Przedpełski      | Polska  | 4     | (0,0,u,1,3) |  |
| 13   | Michele Paco Castagna  | Włochy  | 3     | (1,0,1,0,1) |  |
| 14   | Kenni Nissen           | Dania   | 2     | (1,1,–,–,–) |  |
| 15   | Victor Palovaara       | Szwecja | 0     | (d,–,–,–,–) |  |
| 16   | Valentin Grobauer      | Niemcy  | 0     | (u,–,–,–,–) |  |
|      | rez. Joel Andersson    | Szwecja | ns    |             |  |

## Bieg po biegu
1. Łęgowik, Krčmář, Nissen, Palovaara (d4)
2. Woryna, Nielsen, Jacobsen, Ļebedevs (d3)
3. Bellego, Cyfer, Holub, Przedpełski
4. Milík, Andersen, Castagna, Grobauer (u3)
5. Milík, Holub, Nielsen, Palovaara (ns)
6. Ļebedevs, Andersen, Nissen, Przedpełski
7. Woryna, Bellego, Krčmář, Castagna
8. Jakobsen, Cyfer, Łęgowik, Grobauer (ns)
9. Ļebedevs, Bellego, Palovaara (ns), Grobauer (ns)
10. Cyfer, Nielsen, Castagna, Nissen (ns)
11. Andersen, Jakobsen, Krčmář, Holub (u3)
12. Milík, Woryna, Łęgowik, Przedpełski (u3)
13. Woryna, Cyfer, Andersen, Palovaara (ns)
14. Milík, Jakobsen, Bellego, Nissen (ns)
15. Krčmář, Nielsen, Przedpełski, Groabuer (ns)
16. Ļebedevs, Holub, Łęgowik, Castagna
17. Przedpełski, Jakobsen, Castagna, Palovaara (ns)
18. Woryna, Holub, Nissen (ns), Grobauer (ns)
19. Milík, Ļebedevs, Krčmář, Cyfer
20. Andersen, Nielssen, Bellego, Łęgowik (d2)
21. Bieg o miejsca 3-4: Ļebedevs, Andersen